# Universitat d'al-Azhar
La Universitat d'al-Azhar (àrab: جامعة الأزهر, Jāmiʿat al-Azhar) és una universitat pública del Caire, Egipte. Associada a la mesquita d'al-Azhar, situada al Caire Històric, és la universitat més antiga d'Egipte que atorga títols i és reconeguda com la universitat més prestigiosa per a l'estudi de l'islam, juntament amb la Universitat Zituna de Tunis i la Universitat al-Qarawiyyin de Fes, al Marroc. A més de l'educació superior, Al-Azhar supervisa una xarxa nacional d'escoles amb aproximadament dos milions d'alumnes.

## Història
Des de la seva fundació, Al-Azhar ha estat madrassa, centre d'ensenyament superior i, des del segle xix, universitat religiosa però no havia estat una universitat en el sentit complet, i el 1961, sota el govern del segon president d'Egipte, Gamal Abdel Nasser i el sheikh Mahmud Shaltut, més liberal que els seus predecessors, Al-Azhar es va restablir com a universitat i es van afegir per primera vegada a les tres escoles originals una àmplia gamma de facultats seculars, com ara empresarials, economia, ciència, farmàcia, medicina, enginyeria i agricultura, i es va obrir una facultat d'estudis islàmics per a dones.
En 1996, més de 4.000 instituts d'ensenyament a Egipte estaven afiliats a la universitat.

## Classificació
En el Rànquing de Shangai de 2021 estava classificada entre la 901 i la 1000 del mon.